# Snow Peak (Livingston-Insel)
Der Snow Peak (englisch für Schneegipfel) ist ein 430 m und verschneiter Berg auf der Livingston-Insel im Archipel der Südlichen Shetlandinseln. Er ragt südwestlich der Hero Bay auf.
Wissenschaftler der britischen Discovery Investigations kartierten ihn 1935 und gaben ihm seinen deskriptiven Namen.